# Clube Santana de Morrinho
O Futebol Clube Santana de Morrinho (crioulo cabo-verdiano, ALUPEC ou ALUPEK: Santana di Morrinhu, crioulo de São Vicente: Santana d' Morrinho)  é um clube multiesportivo em Morrinho na ilha do Maio de Cabo Verde. O presidente do clube, Januário Monteiro, foi eleito em 2015.

## História
O clube foi fundado em 26 de julho de 1983. O clube comemora o seu 10º aniversario em 1993 e o 25º aniversario em 2008.
O clube não participou do campeonato regional de 2013.
O Santana de Morrinho encerrou na última posição na temporada de 2017-18 e foi rebaixado a Segunda Divisão no outono de 2018. Em fevereiro de 2020, o time foi campeão da Segunda Divisão regional do Maio.

## Futebol

### Palmarés
| Divisão | Nº Presenças | Títulos | Melhor Classificação |
| II      | 15-20        | 1       | 1º (2020)            |

### Classificações

#### Regionais
| Temporada | Div | Pos | Pts    | J  | V | E | D | G.M. | G.S. | Diff. |
| 2013-14   | 2   | 5   | 4 pts  | 8  | 1 | 1 | 6 | 7    | 22   | -15   |
| 2014-15   | 2   | 5   | 0 pts  | 8  | 0 | 0 | 8 | 6    | 22   | -16   |
| 2015-16   | 2   | 5   | 14 pts | 12 | 4 | 2 | 6 | 13   | 35   | -12   |
| 2016-17   | 2   | 6   | 9 pts  | 12 | 3 | 0 | 9 | 9    | 21   | -12   |

## Gestão do clube
março de 2016
| Name                       | Hall                |
| -------------------------- | ------------------- |
| Januário Carvalho Monteiro | - Presidente        |
| Ruí Alberto dos Reis       | Vice-presidente     |
| Jacinto Andrade            | Treinador           |
| Lucia Neves                | Secretâria          |
| Cristina Neves             | Tesoureira          |
| Aprílho Ramos              | Diretor de finanças |

## Estatísticas
- Melhor posição na copa: 2ª posição (regional)
- Participações na copa: 7